# Смешанная парная сборная Филиппин по кёрлингу
Смешанная парная сборная Филиппин по кёрлингу — смешанная национальная сборная команда (составленная из одного мужчины и одной женщины), представляет Филиппины на международных соревнованиях по кёрлингу. Управляющей организацией выступает Ассоциация кёрлинга Филиппин (англ. Curling Winter Sports Association of the Philippines, CWSAP, Curling Pilipinas).

## Результаты выступлений

### Квалификационные турниры кчемпионатам мира
| Год       | Место | Игры | Победы | Поражения | Состав (женщина, мужчина, тренер)                       |
| --------- | ----- | ---- | ------ | --------- | ------------------------------------------------------- |
| 2024/2025 | 20    | 7    | 3      | 4         | Kathleen Sumbillo Dubberstein, Pedro Malvar, — (тренер) |

### Азиатские игры
| Год  | Место | Игры | Победы | Поражения | Состав (женщина, мужчина, тренер)                                                    |
| ---- | ----- | ---- | ------ | --------- | ------------------------------------------------------------------------------------ |
| 2025 | 4     | 8    | 5      | 3         | Kathleen Dubberstein, Марк Пфистер, Jessica Pfister (тренер),Энрико Пфистер (тренер) |